# Konstanty Brandel

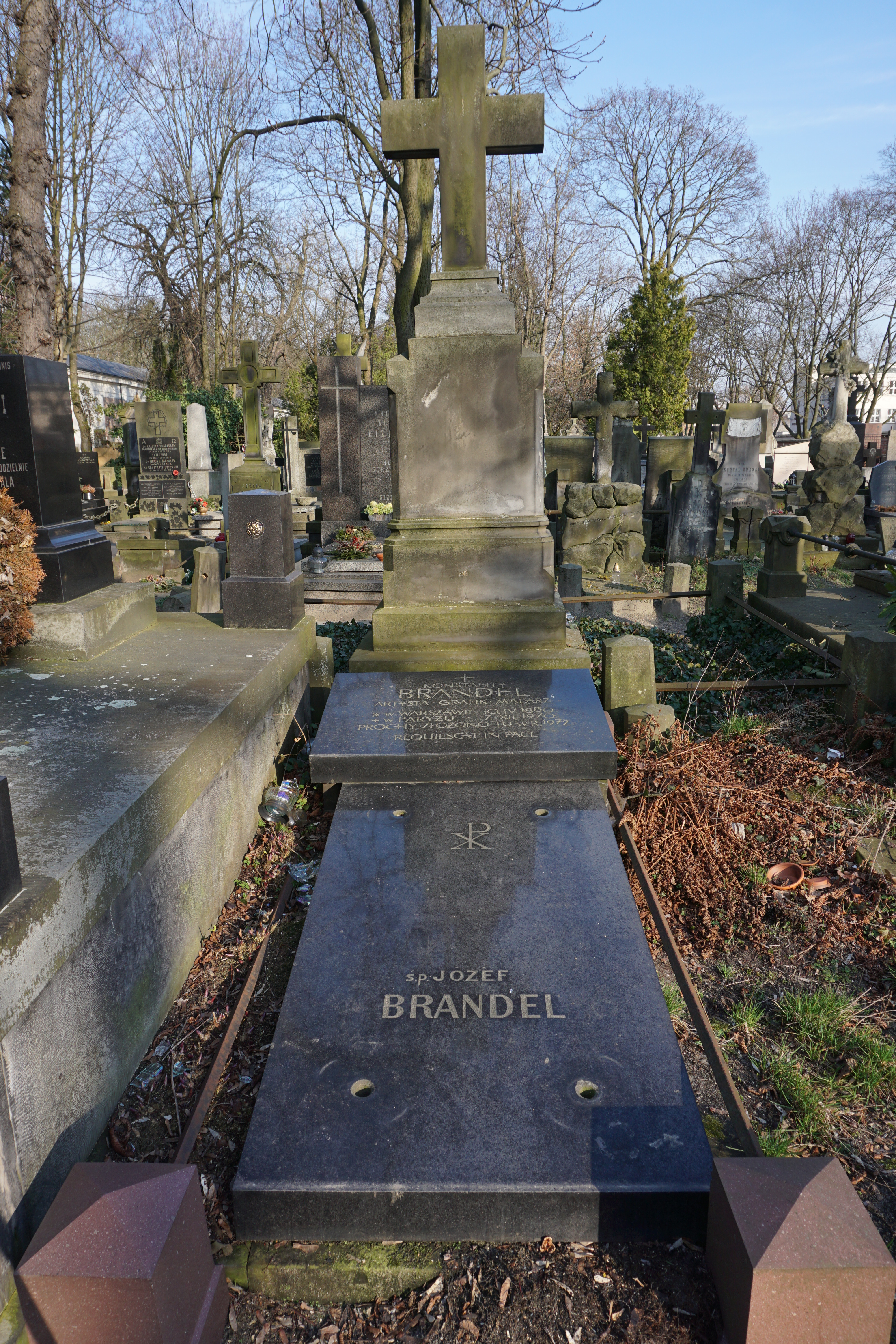
Grób Konstantego Brandla na cmentarzu Powązkowskim

Konstanty Brandel (ur. 10 kwietnia 1880 w Warszawie, zm. 7 grudnia 1970 w Paryżu) – polski malarz i grafik.

## Życiorys
W roku 1900 ukończył naukę w warszawskim VIII Liceum Ogólnokształcącym im. Władysława IV. W latach 1900–1903 studiował malarstwo w krakowskiej Akademii Sztuk Pięknych pod kierunkiem Leona Wyczółkowskiego, Józefa Unierzyskiego i Józefa Mehoffera. Naukę kontynuował we Włoszech, a od 1907 we Francji, gdzie pozostał do końca życia (zachowując jednak polskie obywatelstwo).
Od 1920 był członkiem Société nationale des beaux-arts, od 1929 należał do Société du Salon d'Automne. W 1933 wstąpił do Związku Zawodowego Polskich Artystów Plastyków w Krakowie, a w 1956 do Związku Artystów Polskich we Francji. W 1939 został honorowym prezesem Związku Polskich Artystów Grafików.
Swoje prace podpisywał „Konstanty Brandel z Warszawy”. Był twórcą wielu cyklów obrazów i grafik, m.in. Katedry, Pogrzeb własny, Mnich, Śmierć Apollina, Witraże, Zjazd syren na Wiśle. Miał za życia około 170 indywidualnych wystaw. Pochowany na cmentarzu Powązkowskim w Warszawie (kwatera 174-4-29).
Archiwum Konstantego Brandla znajduje się po części w Bibliotece Polskiej w Paryżu i w Archiwum Emigracji w Toruniu. W Toruniu znajduje się też największy zbiór prac graficznych, malarskich i rysunków Brandla.

## Ordery i odznaczenia
- Złoty Krzyż Zasługi – 10 listopada 1938 „za zasługi na polu sztuki”[3]

## Literatura
- Ewa Bobrowska-Jakubowska, Joanna Krasnodębska, Mirosław A. Supruniuk, Katalog grafiki Konstantego Brandla ze zbiorów Archiwum Emigracji Biblioteki Uniwersyteckiej w Toruniu. Toruń: Muzeum Uniwersyteckie, 2005, 78, [2] s. (oraz CD z grafikami).